# 長絲真巨口魚
長絲真巨口魚（学名：Eustomias tomentosis）为輻鰭魚綱巨口鱼目巨口鱼科的其中一種。分布於中太平洋東部的夏威夷群島海域，為深海魚類，棲息深度125-730公尺。

## 扩展阅读
維基物種上的相關：長絲真巨口魚